# Sarama

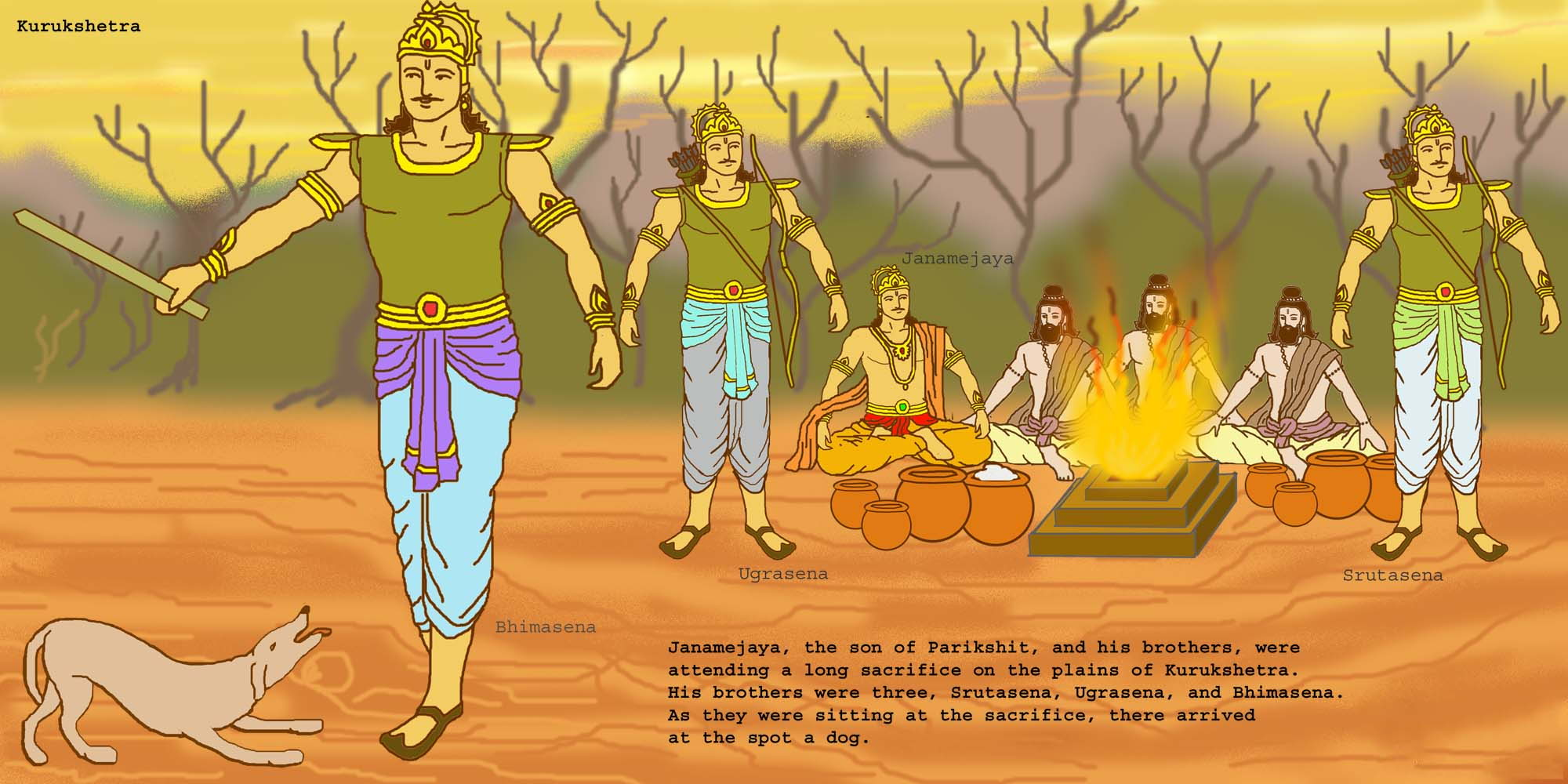
Janamejaya en zijn broers slaan de hond Sarama

Sarama (Deva-shuni, 'goddelijke teef' of 'teef van de goden') is in het hindoeïsme de hond en boodschapper van Indra. Sarama komt onder meer voor in de Rig Veda. Ze is de moeder van alle honden en soms wordt ze zelfs de moeder van alle wilde dieren genoemd. 
Ze heeft met Sisara twee zonen (Sarameya): Shyama en Sabala, boodschappers van Yama, de god van de wet en de dood. De twee zonen hebben elk vier ogen en hun huid is getijgerd (gestroomd). Ze zijn de wachters van het pad naar de hemel en ze beschermen de mens tijdens zijn weg hiernaartoe. 
Sarama helpt Indra de gestolen koeien terug te vinden, die de Pani's (Asura's, demonen) verborgen hebben in de grot Vala (omheining). De koeien werden voor de diefstal door de Angirases verzorgd. De Angirases zijn de voorouders van de mensen en de zonen van Prajapati Angiras. De Pani's proberen Sarama voor zich te winnen, maar Sarama keert naar Indra terug en vertelt hem waar de koeien worden vastgehouden. Het verhaal sluit aan bij de overwinning van Indra op Vritra, de asuraleider, droogtedemon en broer van Vala, die de wateren (koeien, vrouwen) vasthield in een berg. Door het verslaan van Vritra stromen de wateren weer en begint het leven.
De filoloog Maurice Bloomfield bracht Odins wolven Geri (gretigheid) en Freki (vrekkigheid) in verband met de twee honden van Yama en zag hen als een Germaanse tegenhanger van het wijdverspreide Indo-Europese thema van Cerberus.